# Royal Rumble (2011)
Royal Rumble 2011 fou l'edició vint-i-quatre del Royal Rumble, un show de pagament de la World Wrestling Entertainment. Es va calebrar el 30 de gener de 2011, des del TD Garden, a Boston, Massachusetts. El tema oficial fou "To Hell And Back" de Bless the Fall.

## Argument
El Royal Rumble Match és la lluita que dona nom a l'event. En ella, dos lluitadors comencen lluitant en el ring i a intervals de temps de 90 segons s'aniran afegint lluitadors fins a arribar a 30. Els que passin per sobre la tercera corda seran eliminats fins que només quedi un home en el ring, el qual serà el guanyador i obtindrà un combat titular en el Main Event de WrestleMania pel campionat més important de la marca on es trobi dit lluitador (Campionat de la WWE o Campionat mundial de pes pesant de la WWE).
El 22 de novembre The Miz va usar el seu contracte de Money in the bank (Raw) per tenir un combat contra Randy Orton, qui posseïa en aquell moment el WWE Championship. The Miz va guanyar el campionat perquè Randy Orton havia acabat un combat en aquell moment i prèviament al combat havia estat atacat per The Nexus. Randy Orton va tenir la seva revenja a TLC (2010), on no va aconseguir recuperar el campionat, ja que Alex Riley el van llançar contra una taula quan l'àrbitre no mirava, cosa que va donar la victoria a Miz.
El 3 de gener de 2011 es va celebrar un Steel Cage Match entre Randy Orton, Wade Barrett i Sheamus per nomenar un nou retador per al Royal Rumble. Randy Orton va guanyar al lluita convertint-se en el nº1 contender al WWE Championship.
El 4 de gener a SmackDown Vickie Guerrero va introduir a Dolph Ziggler en una lluita on també participaven Big Show, Cody Rhodes i Drew McIntyre que definiria el nº1 contender al Campionat mundial de pes pesant, lluita que va guanyar Dolph Ziggler.

## Resultats
|                                                           | Combats                                                                          | Estipulacions                                       | Notes |
| --------------------------------------------------------- | -------------------------------------------------------------------------------- | --------------------------------------------------- | --- |
| Dark Match                                                | R-Truth derrotà a Curt Hawkins                                                   | Single Match                                        | |
| 1                                                         | Edge (c) derrotà a Dolph Ziggler                                                 | Single Match per WWE World Heavyweight Championship | Si Edge feia servir la Spear perdia el campionat. Kelly Kelly va interferir atacant a Vickie Guerrero. Edge va aplicar una Spear a Dolph quan Vickie i l'àrbitre no miraven                                  |
| 2                                                         | The Miz (c) derrotà a Randy Orton                                                | Single Match pel WWE Championship                   | Durant el combat CM Punk va aplicat un GTS a Orton fent que Miz guanyés |
| 3                                                         | Eve Torres derrotà a Natalya (c), Michelle McCool i Layla                        | Fatal 4 Way pel WWE Divas Championship              | Mentre Eve cobria a Layla, Michelle estava cobrint a Natalya, però l'àrbitre no ho va veure. Originalment, Eve no estava inclosa a la lluita, va ser afegida abans de començar el combat sense motiu aparent |
| 4                                                         | Alberto Del Rio guanyà el Royal Rumble eliminant en últim lloc a Santino Marella | Royal Rumble Match                                  | John Cena va ser eliminat per The Miz, aquest últim no participava en el combat |
| (c) – Referent als campions abans de l'inici dels combats |                                                                                  |                                                     | |

## Entrades i eliminacions del Royal Rumble
Vermell ██ Raw, Blau ██ Smackdown, i Gris ██ Alumni
| Entrades | Entrades             | Eliminat per | Eliminat per                           | Temps |
| -------- | -------------------- | ------------ | -------------------------------------- | ----- |
| 1        | CM Punk              | 21           | John Cena                              | 35:22 |
| 2        | Daniel Bryan         | 8            | CM Punk                                | 20:58 |
| 3        | Justin Gabriel       | 1            | Daniel Bryan                           | 00:58 |
| 4        | Zack Ryder           | 2            | Daniel Bryan                           | 00:43 |
| 5        | William Regal        | 3            | Ted DiBiase                            | 04:10 |
| 6        | Ted DiBiase          | 7            | Harris & McGillicutty                  | 12:16 |
| 7        | John Morrison        | 10           | Harris, McGillicutty & Otunga          | 13:22 |
| 8        | Yoshi Tatsu          | 5            | Mark Henry                             | 05:35 |
| 9        | Husky Harris         | 15           | The Great Khali                        | 15:59 |
| 10       | Chavo Guerrero       | 4            | Mark Henry                             | 02:01 |
| 11       | Mark Henry           | 11           | Harris, McGillicutty, Otunga & CM Punk | 07:03 |
| 12       | JTG                  | 6            | Michael McGillicutty                   | 01:48 |
| 13       | Michael McGillicutty | 20           | John Cena                              | 15:07 |
| 14       | Chris Masters        | 9            | CM Punk                                | 01:57 |
| 15       | David Otunga         | 19           | John Cena                              | 11:57 |
| 16       | Tyler Reks           | 12           | CM Punk                                | 00:34 |
| 17       | Vladimir Kozlov      | 13           | CM Punk                                | 00:40 |
| 18       | R-Truth              | 14           | CM Punk                                | 00:30 |
| 19       | The Great Khali      | 16           | Mason Ryan                             | 01:16 |
| 20       | Mason Ryan           | 18           | John Cena                              | 04:30 |
| 21       | Booker T             | 17           | Mason Ryan                             | 01:08 |
| 22       | John Cena            | 36           | The Miz                                | 33:18 |
| 23       | Hornswoggle          | 24           | Sheamus                                | 09:39 |
| 24       | Tyson Kidd           | 22           | John Cena                              | 00:52 |
| 25       | Heath Slater         | 23           | John Cena                              | 00:57 |
| 26       | Kofi Kingston        | 31           | Randy Orton                            | 21:05 |
| 27       | Jack Swagger         | 25           | Rey Mysterio                           | 04:51 |
| 28       | Sheamus              | 32           | Randy Orton                            | 18:18 |
| 29       | Rey Mysterio         | 35           | Wade Barrett                           | 19:08 |
| 30       | Wade Barrett         | 37           | Randy Orton                            | 22:24 |
| 31       | Dolph Ziggler        | 27           | The Big Show                           | 05:02 |
| 32       | Diesel               | 26           | Wade Barrett                           | 02:44 |
| 33       | Drew McIntyre        | 29           | The Big Show                           | 04:46 |
| 34       | Alex Riley           | 28           | John Cena & Kofi Kingston              | 03:16 |
| 35       | The Big Show         | 30           | Ezekiel Jackson                        | 03:31 |
| 36       | Ezekiel Jackson      | 33           | Kane                                   | 07:14 |
| 37       | Santino Marella      | 39           | Alberto Del Rio                        | 12:55 |
| 38       | Alberto Del Río      |              | Guanyador                              | 12:33 |
| 39       | Randy Orton          | 38           | Alberto Del Rio                        | 08:20 |
| 40       | Kane                 | 34           | Rey Mysterio                           | 01:36 |